# Skale BBCH
Skale BBCH – skale wykorzystywane w państwach UE do identyfikacji fitofenologicznych faz  roślin uprawnych. Seria skal BBCH została opracowana dla wielu gatunków roślin jedno- i dwuliściennych, i dzięki możliwości szczegółowego określenia etapu rozwoju rośliny, jest używana w wielu dyscyplinach naukowych (fizjologii, fitopatologii, entomologii, hodowli roślin) oraz w rolnictwie (czas stosowania pestycydów, zapylanie, ubezpieczenia rolne). Skale BBCH wykorzystują system kodu dziesiętnego, który dzieli się na zasadnicze i drugorzędne fazy rozwoju. W przypadku skali służącej do oceny faz rozwoju zbóż oparty jest na systemie kodowym opracowanym przez Zadoks (skala Zadoks).
Oficjalnie skrót BBCH pochodzi od niemieckiego Biologische Bundesanstalt, Bundessortenamt und CHemische Industrie. Nieoficjalnie mówi się, że skrót reprezentuje cztery przedsiębiorstwa (Bayer, BASF, Ciba-Geigy i Hoechst), które wspierały początkowo rozwój systemu.

## Fazy rozwojowe zbóż według skali BBCH
Wyróżnia się 10 faz głównych ponumerowanych cyframi od 0 do 9, jednak żeby jeszcze dokładniej określić daną fazę dodano do każdej z nich dodatkową drugą cyfrę, która bardziej charakteryzuje daną fazę np. (w przypadku zbóż): BBCH 5 – Kłoszenie, BBCH 52 – Kłoszenie, 20% kłosa/wiechy się odsłania. W przyrodzie rozwój, a więc przechodzenie roślin z jednej fazy do drugiej następuje w sposób płynny i dlatego w tej skali przyjęto za początek danej fazy stan 10% roślin z cechami opisywanymi w tej fazie, a za pełnię stan 50% roślin. Długość poszczególnych faz zależy od gatunku i pogody.

| Kod | Faza i jej opis                                                                         |
| 0   | Kiełkowanie                                                                             |
| --- | --------------------------------------------------------------------------------------- |
| 00  | Suchy ziarniak                                                                          |
| 05  | Z ziarniaka wydostaje się korzeń zarodkowy                                              |
| 09  | Pochewka liściowa wydostaje się na powierzchnię gleby                                   |
| 1   | Rozwój liści                                                                            |
| 10  | Z koleoptyla (pochewka liściowa) wydobywa się pierwszy liść                             |
| 11  | Widoczny 1 liść                                                                         |
| 12  | Widoczny 2 liść                                                                         |
| 13  | Widoczny 3 liść                                                                         |
| 19  | 9 lub więcej liści                                                                      |
| 2   | Krzewienie                                                                              |
| 20  | Brak rozkrzewień                                                                        |
| 21  | Widoczny 1 pęd boczny                                                                   |
| 22  | Widoczny 2 pęd boczny                                                                   |
| 23  | Widoczny 3 pęd boczny                                                                   |
| 29  | Maksymalna liczba rozkrzewień – koniec krzewienia                                       |
| 3   | Strzelanie w źdźbło (wzrost pędu na długość)                                            |
| 30  | Pierwsze międzywęźle zaczyna się wydłużać, węzeł krzewienia podnosi się                 |
| 31  | Pierwszy węzeł co najmniej 1 cm nad węzłem krzewienia                                   |
| 32  | Drugie kolanko (węzeł) co najmniej 2 cm nad pierwszym                                   |
| 33  | Trzeci węzeł co najmniej 2 cm nad drugim                                                |
| 37  | Widoczny nie rozwinięty liść flagowy, kłos zaczyna pęcznieć                             |
| 39  | Liść flagowy całkowicie rozwinięty, widoczny języczek liściowy ostatniego liścia        |
| 4   | Grubienie pochwy liściowej liścia flagowego (rozwój kłosa w pochwie liściowej)          |
| 41  | Wczesny rozwój kłosa/wiechy, nabrzmiewa pochwa liściowa liścia flagowego                |
| 43  | Nabrzmiała pochwa liściowa liścia flagowego                                             |
| 45  | Koniec nabrzmiewania pochwy liściowej liścia flagowego                                  |
| 47  | Otwarta pochwa liściowa liścia flagowego                                                |
| 49  | Widoczne pierwsze ości                                                                  |
| 5   | Kłoszenie                                                                               |
| 51  | Górna część kłosa/wiechy wyłania się z pochwy liściowej i widoczny jest pierwszy kłosek |
| 52  | Widoczne 20% kłosa/wiechy                                                               |
| 55  | Widoczne 50% kłosa/wiechy                                                               |
| 59  | Całkowicie widoczny kłos/wiecha                                                         |
| 6   | Kwitnienie                                                                              |
| 61  | Widoczne pierwsze pylniki                                                               |
| 65  | Połowa pylników wykształcona                                                            |
| 69  | Wszystkie pylniki zaschnięte – koniec kwitnienia                                        |
| 7   | Rozwój ziarniaków                                                                       |
| 71  | Pierwsze ziarniaki osiągają dojrzałość wodnistą i osiągają połowę typowej wielkości     |
| 73  | Początek dojrzałości mlecznej                                                           |
| 75  | Pełnia dojrzałości mlecznej ziarniaków                                                  |
| 77  | Późno-mleczna dojrzałość ziarniaków                                                     |
| 8   | Dojrzewanie                                                                             |
| 83  | Początek dojrzałości woskowej                                                           |
| 85  | Dojrzałość woskowa miękka: ziarniaki łatwo się rozcierają między palcami                |
| 87  | Dojrzałość woskowa twarda: ziarniaki łatwo złamać paznokciem                            |
| 89  | Dojrzałość pełna: ziarniaki twarde, trudne do podzielenia paznokciem                    |
| 9   | Zamieranie                                                                              |
| 92  | Ziarniaki bardzo twarde                                                                 |
| 93  | Ziarniaki są bardzo luźno ułożone w kłosie i mogą się osypać                            |
| 97  | Roślina więdnie i zamiera                                                               |
| 99  | Zebranie ziarna, okres spoczynku nasion                                                 |

## Fazy rozwojowerzepakuwedług skali BBCH[5]
| Kod | Faza i jej opis                                                                                         |
| 0   | Kiełkowanie                                                                                             |
| --- | --- |
| 00  | Nasiona suche                                                                                           |
| 01  | Początek pęcznienia nasion                                                                              |
| 02  | Pęcznienie w pełni                                                                                      |
| 03  | Koniec pęcznienia nasion                                                                                |
| 05  | Z nasienia wydostaje się korzeń zarodkowy                                                               |
| 07  | Z okrywy nasiennej wydostaje się kiełek wraz z liścieniami                                              |
| 08  | Kiełek rośnie ku powierzchni gleby                                                                      |
| 09  | Liścienie wydostaje się na powierzchnię gleby                                                           |
| 1   | Rozwój liści                                                                                            |
| 10  | Całkowicie rozwinięte liścienie                                                                         |
| 11  | Widoczny 1 liść                                                                                         |
| 12  | Widoczny 2 liść                                                                                         |
| 13  | Widoczny 3 liść                                                                                         |
| 19  | 9 lub więcej liści                                                                                      |
| 2   | Rozwój bocznych pędów                                                                                   |
| 20  | Brak pędów bocznych                                                                                     |
| 21  | Początek rozwoju bocznych pędów, widoczny 1 pęd boczny                                                  |
| 22  | Widoczny 2 pęd boczny                                                                                   |
| 23  | Widoczny 3 pęd boczny                                                                                   |
| 29  | Koniec tworzenie bocznych pędów – maksymalna ich ilość – 9 lub więcej                                   |
| 3   | Wydłużanie się pędu głównego                                                                            |
| 30  | Początek wydłużania pędu, brak międzywęźli                                                              |
| 31  | Widoczne 1 międzywęźle                                                                                  |
| 32  | Widoczne 2 międzywęźla                                                                                  |
| 33  | Widoczne 3 międzywęźla                                                                                  |
| 39  | Widoczne 9 lub więcej międzywęźli                                                                       |
| 5   | Rozwój pąków kwiatowych                                                                                 |
| 50  | Pąki kwiatowe schowane w liściach                                                                       |
| 51  | Pąki kwiatowe widoczne z góry, tzw. zielony pąk                                                         |
| 52  | Pąki kwiatowe wydostają się z najmłodszych liści                                                        |
| 53  | Pąki kwiatowe już rozwinięte, nad najmłodszymi liśćmi                                                   |
| 55  | Pojedyncze pąki kwiatowe (nadal zamknięte) już widoczne w głównym kwiatostanie                          |
| 57  | Pojedyncze pąki kwiatowe (nadal zamknięte) już widoczne w bocznych kwiatostanach                        |
| 59  | Widoczne pierwsze płatki (pąki kwiatowe nadal zamknięte)                                                |
| 6   | Kwitnienie                                                                                              |
| 60  | Otwarte pierwsze kwiaty                                                                                 |
| 61  | Początek kwitnienia. 10% kwiatów otwartych na głównym kwiatostanie. Wydłużanie się głównego kwiatostanu |
| 62  | 20% kwiatów otwartych na głównym kwiatostanie                                                           |
| 63  | 30% kwiatów otwartych na głównym kwiatostanie                                                           |
| 64  | 40% kwiatów otwartych na głównym kwiatostanie                                                           |
| 65  | Pełnia kwitnienia. 50% kwiatów otwartych na głównym kwiatostanie. Opadają pierwsze płatki               |
| 67  | Koniec kwitnienia – większość płatków opada                                                             |
| 69  | Koniec kwitnienia                                                                                       |
| 7   | Rozwój owoców                                                                                           |
| 71  | 10% łuszczyn osiąga typową wielkość                                                                     |
| 72  | 20% łuszczyn osiąga typową wielkość                                                                     |
| 73  | 30% łuszczyn osiąga typową wielkość                                                                     |
| 74  | 40% łuszczyn osiąga typową wielkość                                                                     |
| 75  | 50% łuszczyn osiąga typową wielkość                                                                     |
| 76  | 60% łuszczyn osiąga typową wielkość                                                                     |
| 77  | 70% łuszczyn osiąga typową wielkość                                                                     |
| 78  | 80% łuszczyn osiąga typową wielkość                                                                     |
| 79  | 90% łuszczyn osiąga typową wielkość                                                                     |
| 8   | Dojrzewanie                                                                                             |
| 80  | Początek dojrzewania. Nasiona zielone wypełniają zagłębienia w łuszczynie.                              |
| 81  | 10% łuszczyn dojrzewa. Nasiona brązowe i twarde                                                         |
| 82  | 20% łuszczyn dojrzewa. Nasiona brązowe i twarde                                                         |
| 83  | 30% łuszczyn dojrzewa. Nasiona brązowe i twarde                                                         |
| 84  | 40% łuszczyn dojrzewa. Nasiona brązowe i twarde                                                         |
| 85  | 50% łuszczyn dojrzewa. Nasiona brązowe i twarde                                                         |
| 86  | 60% łuszczyn dojrzewa. Nasiona brązowe i twarde                                                         |
| 87  | 70% łuszczyn dojrzewa. Nasiona brązowe i twarde                                                         |
| 88  | 80% łuszczyn dojrzewa. Nasiona brązowe i twarde                                                         |
| 89  | 90% łuszczyn dojrzewa. Nasiona brązowe i twarde                                                         |
| 9   | Zamieranie                                                                                              |
| 97  | Roślina zamiera                                                                                         |
| 99  | Zebranie nasion                                                                                         |